# Euphaedra (Proteuphaedra) luteofasciata
Euphaedra (Proteuphaedra) luteofasciata es una especie de  Lepidoptera, de la familia Nymphalidae,  subfamilia Limenitidinae, tribu Adoliadini, pertenece al género Euphaedra, subgénero (Proteuphaedra).

## Localización
Esta especie de Lepidoptera se encuentra localizada en Congo y Camerún (África). 